# Angelo Vincenzo Curci
Angelo Vincenzo Curci (1922 – 1994) è stato un politico e educatore italiano.

## Biografia
Nato nel 1922, lavorò per molti anni come insegnante e poi preside del liceo scientifico "Giuseppe Battaglini" di Taranto e fu un esponente di spicco della Democrazia Cristiana tarantina. Dal 1965 al 1970 fu sindaco di Taranto. Tra gli interventi principali realizzati durante il mandato, si ricordano soprattutto quelli legati all'urbanistica della città e la riqualificazione della Città Vecchia.
Nel  1961 il prof. Angelo Vincenzo Curci fonda una polisportiva con le studentesse che si erano distinte nei campionati scolastici: nasce il CRAS pallacanestro femminile 
Deceduto nel 1994, gli sono stati dedicati il nome di una piazza nel Rione Tamburi e l'università della terza età di Taranto.

## Pubblicazioni (parziale)
- Questa scuola: opinioni di studenti, Roma, Unione cattolica italiana insegnanti medi, 1959.
- Scuola e sociologia per i docenti della scuola media, Torino, SEI, 1966.
- Manuale di metodologia della ricerca per assistenti sociali ed educatori, Fasano, Schena, 1984.
- Mestiere di sindaco. Taranto città-problema, Fasano, Schena, 1985.